# Pleasant Valley (hrabstwo Eau Claire)
Pleasant Valley – miasto w Stanach Zjednoczonych, w stanie Wisconsin, w hrabstwie Eau Claire.